# Seloprojo
Seloprojo is een bestuurslaag in het regentschap Magelang van de provincie Midden-Java, Indonesië. Seloprojo telt 1551 inwoners (volkstelling 2010).